# Navahondilla
Navahondilla település Spanyolországban, Ávila tartományban. Navahondilla San Martín de Valdeiglesias, El Tiemblo, Rozas de Puerto Real és Cadalso de los Vidrios községekkel határos. Lakosainak száma 353 fő (2024).

## Népesség
A település népessége az utóbbi években az alábbiak szerint változott:
| Lakosok száma | 143  | 193  | 271  | 335  | 351  | 327  | 324  | 304  | 358  | 353  |
|               | 2001 | 2004 | 2006 | 2009 | 2011 | 2014 | 2016 | 2019 | 2021 | 2024 |